# Olga Poppius
Olga Vilhelmiina Poppius, född Finne 17 juli 1866 i Kangasala, död 23 juni 1939, var en finländsk skådespelare. Hon var syster till författaren Jalmari Finne.
Poppius anslöt sig Finlands nationalteater 1885 och blev känd genom J.H. Erkkos pjäs Aino 1893. 1892 gifte hon sig med juristen Vilhelm Gabriel Poppius. Teaterkarriären varade fram till 1898 och därefter arbetade Poppius som recitatör samt lärare inom området. 1933 gjorde Poppius sex talinspelningar.
Hon ligger begravd på Brändö begravningsplats i Helsingfors.